# Cephalaria transcaucasica
Cephalaria transcaucasica är en tvåhjärtbladig växtart som först beskrevs av Bobr., och fick sitt nu gällande namn av A.I. Galushko. Cephalaria transcaucasica ingår i släktet jätteväddar, och familjen Dipsacaceae. Inga underarter finns listade i Catalogue of Life.